# 翠柏属
翠柏属又名肖楠屬（学名：Calocedrus）是柏科下的一个属，在1873年首次被描述為一個屬。为常绿乔木植物。该属有6種植物，現存4种、滅絕2種；現存物種分布于北美、東亞及南亚。英語俗名為「incense cedar（香雪松）」，屬名的拉丁文字義為「美麗的雪松」。

## 物種

### 現存物種
- 翠柏 Calocedrus macrolepis
- 台灣肖楠 Calocedrus formosana
- 美國肖楠 Calocedrus decurrens
- 岩生肖楠 Calocedrus rupestris

### 滅絕物種
- 華山肖楠 Calocedrus huashanensis：
- 蘇拉提斯肖楠 Calocedrus suleticensis：一種在中歐發現的肖楠化石，證明了歐洲也曾經有肖楠屬的植物生存[5]。